# آنگوئیرا
آنگوئیرا (به پرتغالی: Angueira) یک منطقهٔ مسکونی در پرتغال است که در Vimioso واقع شده‌است. آنگوئیرا ۲۲٫۱۸ کیلومتر مربع مساحت و ۱۱۶ نفر جمعیت دارد و ۶۹۷ متر بالاتر از سطح دریا واقع شده‌است.